# 생가죽

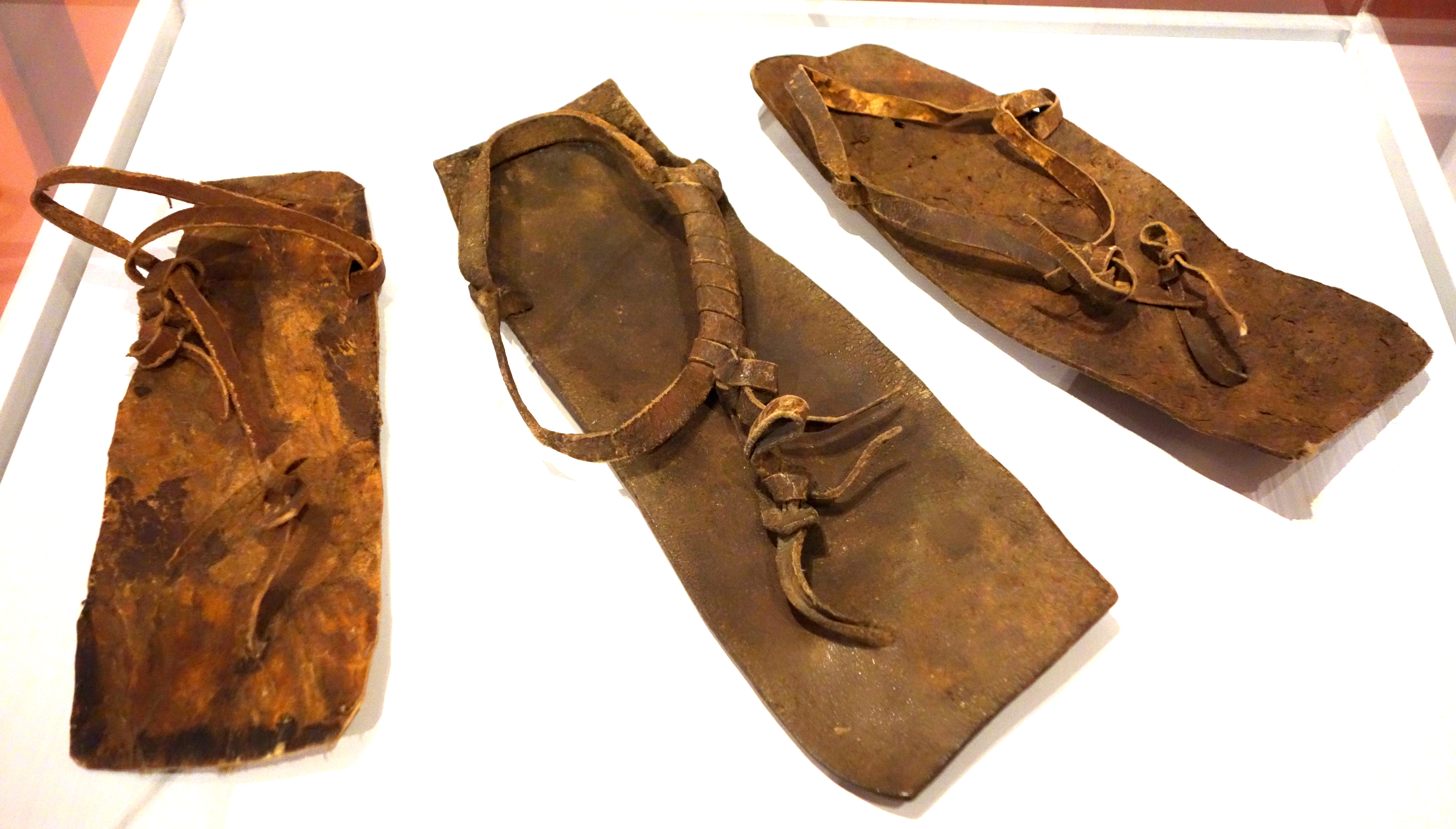

생가죽(rawhide)은 무두질을 하지 않은 가죽이다. 전통적인 채소 무두질로 만든 가죽보다 빛깔이 더 밝은 양피지와 비슷하다.
대부분의 생가죽이 기원이 되는 아메리카들소, 사슴, 와피티사슴, 소의 가죽은 털, 고기, 지방을 제거함으로써 준비된다.